# 弗雷讷-马藏库尔
弗雷讷-马藏库尔（法語：Fresnes-Mazancourt，法語發音：[fʁɛn mazɑ̃kuʁ]）是法国上法蘭西大區索姆省的一个市镇，属于佩罗讷区。

## 地理
弗雷讷-马藏库尔（49°51'6"N, 2°51'55"E）面积5.7 平方千米，位于法国上法蘭西大區索姆省，该省份为法国北部沿海省份，北起加来海峡省和北部省，西接滨海塞纳省和大西洋英吉利海峡，南至瓦兹省，东临埃纳省。
与弗雷讷-马藏库尔接壤的市镇（或旧市镇、城区）包括：阿布兰库尔-普雷苏瓦尔、桑泰尔地区贝尔尼、维莱卡博内勒、马尔谢勒波-米斯里。
弗雷讷-马藏库尔的时区为UTC+01:00、UTC+02:00（夏令时）。

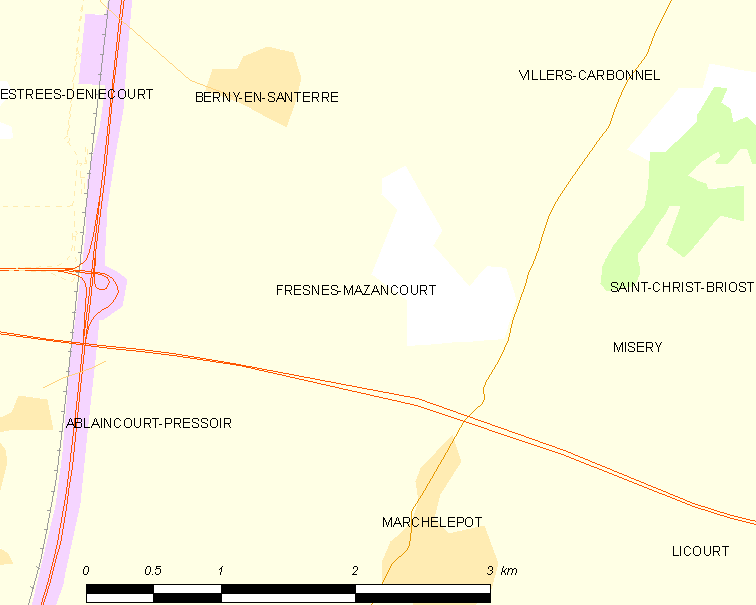
弗雷讷-马藏库尔的OSM定位图

## 行政
弗雷讷-马藏库尔的邮政编码为80320，INSEE市镇编码为80353。

## 政治
弗雷讷-马藏库尔所属的省级选区为阿姆县。

## 人口

1962-2008年间弗雷讷-马藏库尔人口变化图示

弗雷讷-马藏库尔于2022年1月1日时的人口数量为158人。